# Альфано, Франко
Франко Альфано (итал. Franco Alfano; 8 марта 1875, Неаполь — 27 октября 1954, Сан-Ремо) — итальянский композитор, пианист и музыкальный педагог.

## Биография
Первоначально частным образом брал уроки фортепиано у Алессандро Лонго, изучал гармонию и композицию у Паоло Серрао и Камилло де Нардиса в Консерватории Сан-Пьетро-а-Майелла, а в 1895 г. отправился для завершения своего музыкального образования в Лейпцигскую консерваторию, где учился у Ханса Зитта и Саломона Ядассона.
С 1896 года Альфано концертировал в Германии как пианист, одновременно работая над своими первыми композициями. Первая опера Альфано, «Миранда» (1896), осталась не поставленной и не изданной, вторая, «Источник Эншир» (1898, либретто Луиджи Иллика на экзотический арабский любовный сюжет), была поставлена в Бреслау без особого успеха. С 1900 г. Альфано работал в Париже, где в театре Фоли-Бержер были успешно поставлены его балеты «Неаполь» и «Лоренца». В 1904 г. в Турине состоялась премьера оперы Альфано «Воскресение» (итал. Risurrezione) по одноимённому роману Льва Толстого, поставленной затем на многих сценах Европы и принесшей ему славу.
В 1914 году Альфано вернулся в Италию. С 1916 года он преподавал в Музыкальном лицее в Болонье, с 1919 года возглавлял его. Затем в1923—1939 годах Альфано — директор Музыкального лицея в Турине, в 1940—1942 годах руководил театром «Массимо» в Палермо, в 1947—1950 годах исполнял обязанности управляющего комиссара Консерватории Пезаро. Наиболее значительные композиторские работы позднего Альфано — оперы «Сирано де Бержерак» (1936, либретто Анри Каэна по одноимённой пьесе Эдмона Ростана) и «Сакунтала» (1921, вторая редакция 1952, по классической индийской пьесе Калидасы). Кроме того, Альфано известен тем, что в 1925 году завершил не оконченную Дж. Пуччини оперу «Турандот».
Музыкальный стиль Альфано сочетал черты веристской школы с влиянием французских импрессионистов и Р. Вагнера.
Был активным членом неаполитанского масонства, 33° ДПШУ.

## Сочинения
- опера «Миранда» («Miranda», 1896)
- опера «Воскресение» («Risurrezione», 1904, по роману Л. Н. Толстого)
- балет «Неаполь» (1901)
- балет «Лоренца» («Lorenza», 1901)
- симфония № 1 (1910)
- струнный квартет № 1 (1918)
- опера «Легенда о Сакунтале» (La Leggenda di Sakùntala, 1921, по поэме Калидасы)
- концерт для скрипки, виолончели и фортепиано (1925)
- струнный квартет № 2 (1926)
- симфония № 2 (1933)
- опера «Сирано де Бержерак» («Cyrano de Bergerac», 1936)
- квинтет для струнных и ф-но (1936)
- опера «Дон Жуан де Манара» («Don Juan de Manara», 1941)
- струнный квартет № 3 (1945)
- опера «Доктор Антонио» («Il Dottor Antonio», 1949)